# Nahiya
Nahiya oder Nahia (arabisch ناحية, DMG nāḥiya, Plural نواحي, DMG nawāḥī) bezeichnete in arabischen Staaten und im Osmanischen Reich eine untergeordnete Verwaltungseinheit. Derartige Bezirke umfassten eine Reihe von Dörfern und manchmal auch kleinere Städte. Im Osmanischen Reich war die Nahiye die kleinste Territorialeinheit über den Dörfern (karye). Mehrere Nahiyes bildeten dort eine Kaza. In der Türkei wurden nach dem Ende des Osmanischen Reichs in der Sprachreform die Nahiyes in Bucak umbenannt und sind heute praktisch nicht mehr existent. In Jordanien bildeten mehrere von ihnen ein Gouvernement (muhafaza).

## Beispiele

### Arabischsprachige Länder
| Land      | übergeordnete Ebene    | übergeordnete Ebene (deutsch) |
| --------- | ---------------------- | ----------------------------- |
| Syrien    | mintaqa (früher qaḍāʾ) | Distrikt                      |
| Irak      | Qaḍāʾ                  | Distrikt                      |
| Libanon   | ?                      | ?                             |
| Jordanien | Liwāʾ                  | Distrikt                      |

### Turksprachige Gebiete
- Xinjiang, Volksrepublik China: ناھىيى naⱨiyi, uigurische Bezeichnung für den Kreis (China)
- Osmanisches Reich (osmanisch ناحیه Nahiye, bis 1922)

### Andere
- Nohija in Tadschikistan: Übergeordnete Ebene ist in der Regel die Provinz (Wilojat)